# Vojtina Bábszínház
A Vojtina Bábszínházat 1975-ben alapították lelkes, bábozni és játszani szerető fiatalok Debrecenben. Alapító tagok: Árva Imréné, Asbóth Anikó, Giovannini Kornél, Megyeri Béla, Németh Ibolya, Szabó Gizella, Szabó Tibor, Tóth János. A névválasztást Arany János Vojtina ars poétikája című költeménye ihlette. 1993-ban a város és a régió hivatásos bábszínházává váltak.

## Műsorok
Műsortervük gerincét a kezdetektől a magyar népmesék, mondák és a magyar klasszikus szerzők művei jelentik. Évente 4-5 új bemutatót, s mintegy 220 előadást játszik a társulat.
A Vojtina 1996-tól játszóházi programot is életre hívott. Játszószínház elnevezéssel különféle foglalkoztató formákban (dramatikus, rítus, kézműves-bábkészítés, táncház, gyermekjáték, csecsemő-, sajátos nevelést igénylő gyermekek programja) főleg a kisgyermekeket és az óvodásokat várja. E játékos alkalmakon a bábszínház terében a színház testközelivé, a báb elkészíthetővé, a muzsika kipróbálhatóvá, a dráma és az ünnep megélhetővé válik.
Minden esztendőben Idesüss a Figurásra! címmel egész napos rendezvénnyel nyitja meg kapuit a bábszínház, június közepén pedig a Mutatványos Nap zárja az évadot a Nagyerdei Kultúrparkban. Évadonként 7-8 kiállítás várja a betérőket, melyek a hazai és nemzetközi bábművészet gazdagságát hivatottak bemutatni. Évről évre megrendezik farsang idején a télűző Maskarádé-t is.
A Vojtina Bábszínház rendszeresen vendégszerepel bábfesztiválokon a világ különböző tájain s Európa csaknem minden országában bemutatkoztak már előadásaikkal.

## Épülete
2001 decemberétől a város szívében, a Nagytemplom árnyékában álló új, önálló színházépületben játszik a Vojtina, ahol 224 főt befogadó színházterem, 50 főt befogadó Játszószínház és egy kiállítótér várja a látogatókat.

## Társulat (2024/2025)

### Vezetés
- Igazgató: Asbóth Anikó
- Művészeti vezető: Láposi Terka

### Színészek
- Baditz Dávid
- Hajdú Péter
- Hell Krisztina

- Megyeri Béla
- Mercs Máté Péter
- Nagy Mónika
- Reschofsky György
- Tolenkó-Oláh Tímea